# Финский кузнец
Фи́нский кузне́ц (эст. Soome sepp) — персонаж эстонского народного эпоса «Калевипоэг». Упоминается в шестой песне эпоса. 

## Песнь шестая
Покупка меча * Пир и ссора * Мужичок с ноготок срубает дуб
Калевипоэг хочет приобрести меч, чтобы «добрым боевым оружьем» «привечать» своих врагов, и вспоминает о финском кузнеце:  
Жил кузнец в отчизне финнов,
Мастер славного оружья
И ковач мечей могучих.
Много дней идёт к нему Калевипоэг и, согласно подсказке встретившейся ему на пути хромоногой старухи, выходит к трём водопадам, а затем — в долину: 
Посреди долины светлой 
Вся деревьями укрыта,
Под нависшею скалою,
Над обрывистым ущельем
Кузня финская таится.
Калевипоэг ускоряет шаг спеша увидеть кузнеца:
Финский старец именитый,
Опалённый дымом горна,
Ладно он с тремя сынами
Правил тайное искусство,
Ремесло заветной ковки.
Калевипоэг распахивает ворота кузни и приветствует кузнеца, призывая Таару тому в помощь:

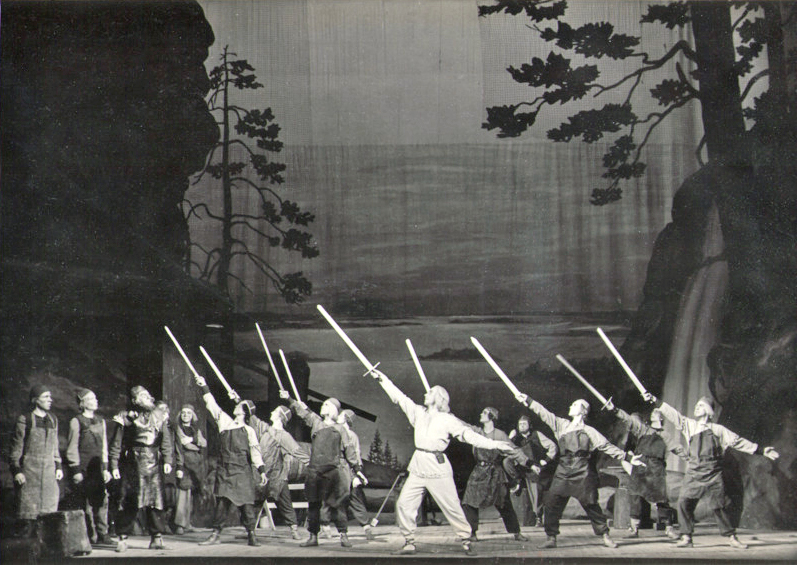
«У финского кузнеца». Сцена из балета «Калевипоэг». Таллин, 1953

— Здравствуй, брат, во имя Таары! — 
Отвечал железнорукий,
Над челом откинув кудри.
Он нацелился в пришельца
Искушённо-зорким глазом,
Измеряя силу мужа,
Племя, род его пытая.
Под косматыми бровями
Щели глаз его сверкали.
Кузнец спрашивает, не сын ли Калева стоит перед ним — Калевипоэг отвечает утвердительно и интересуется, есть ли у кузнеца на продажу «добрый меч» и можно ли его испробовать.
Финн — кузнец железнорукий
Подозвал своих подручных.
Сыну младшему велел он
Принести мечи на пробу...
Сын исполняет повеленье отца и приносит из потайного подвала охапку мечей. Калевипоэг начинает выбирать мечи, проверять закал металла, примеряться к рукояткам. Выбрав один из мечей, он обрушивает клинок на каменную глыбу. Меч крошится на куски, в руках Калевипоэга остаётся одна рукоять:
— О-го-го! В руках — силёнка! —
Молвил мастер в удивленье.

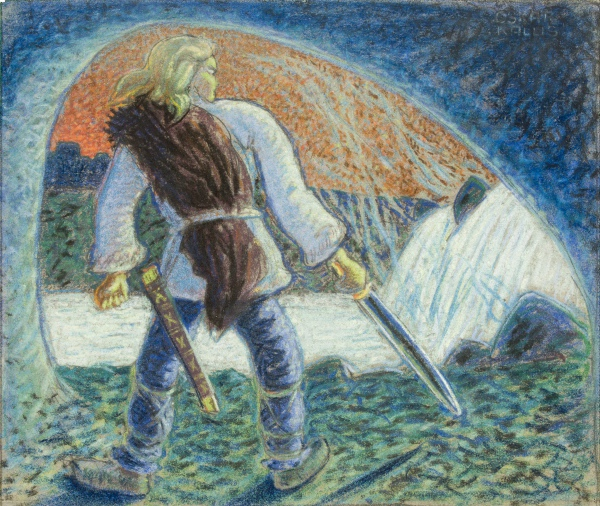
«Калевипоэг с мечом». Оскар Каллис

Калевипоэг критикует меч, называя его детскою игрушкой.
Финн — кузнец железнорукий
Слово гневное промолвил:
— Ну, довольно забавляться,
Хватит пробного товара!
Кузнец велит второму своему сыну принести из подвала крепчайшие мечи — тот исполняет отцовское повеление. Калевипоэг опять обрушивает меч на скалу — тот остаётся невредимым, но его лезвие притупляется и искривляется.
Дался диву финский мастер,
Усмехнулся, молвил слово:
— Ты постой, постой, сыночек...
Вот ужо тебе достану
Из подвалов потаенных
Дорогой клинок заветный,
Силы сильного достойный.
Однако, за такой меч кузнец просит огромную плату: мешки талеров и пеннингов, девять отборных жеребцов, восемь табунных кобылиц, десять пар ярёмных быков, двадцать пар коров, пять десятков тёлок, семьдесят возов пшеницы, четыре бочки ячменя — и многое другое. И выносят из подвала «короля мечей заветных битв, суровых властелина», «кузнеца почёт и муку». Этот меч кузнец ковал ещё по просьбе Калева, в течение семи лет, «неспешно, с разуменьем и искусством».
Калевипоэг, испытывая меч, рассекает пополам наковальню. Восхищаясь мечом, он обещает кузнецу в скором времени отдать полную плату за него. Кузнец соглашается, и в честь гостя организуется пир. За Калевипоэга пьют пиво семь дней подряд и пьют много. И в тяжёлом опьянении хвалится Калевипоэг, как недавно под его сильными объятиями девушка-островитянка «распрощалась с сокровищем девичьим». Старшего сына финского кузнеца гневит похвальба Калевипоэга, начинается драка, и Калевипоэг, выхватив свой новый меч, отрубает тому голову.
Финн, кузнец железнорукий,
Завопил, взревел от горя...
Проклинал кузнец убийцу...
Заклинаю — да свершится:
Пусть убьёт тебя оружье,
Умертвит клинок заветный!
Да погибнешь ненароком
От меча, тот меч поднявший...

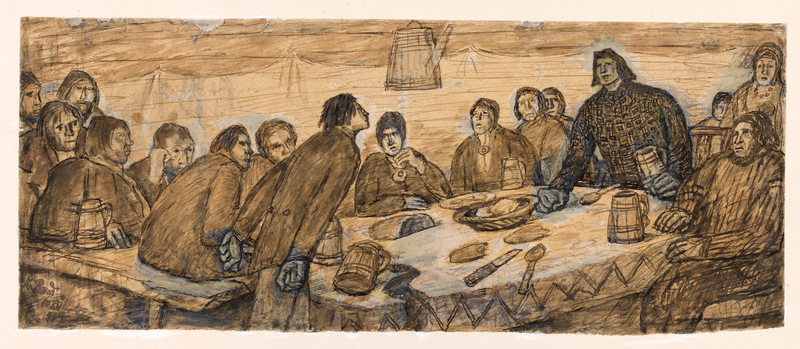
«Ссора у финского кузнеца». Кристьян Рауд, бумага, тушь, темпера. 1914 год

Калевипоэг, «полубешен от похмелья, полуслеп от дикой злобы», уходит из дома кузнеца.
Проклятие финского кузнеца исполняется в финальной, двадцатой песне эпоса. Одержав много побед над разными врагами, потеряв в битвах друзей, Калевипоэг в тоске уходит от людей к Чудскому озеру. Там меч перерубает ноги Калевипоэга, и тот в муках умирает. По решению «мудрейших сынов Таары» Калевипоэг навечно остаётся стражем у ворот ада, где до этого он заточил связанного железными цепями Рогатого.